# لارك (الضليعة)

'

تعديل مصدري - تعديل

لارك هي إحدى قرى عزلة الضليعة بمديرية الضليعة التابعة لمحافظة حضرموت، بلغ تعداد سكانها 16 نسمة حسب تعداد اليمن لعام 2004.